# Filología comparada
La filología comparada fijó como base de su sustento el estudio comparativo entre lenguas para la reconstrucción de una lengua ancestral común. Las lenguas comparadas debían guardar ciertas semejanzas, sobre todo en lo que respecta al inventario léxico. Una vez que se comprobaba la relación entre estas lenguas, se hablaba de lenguas hermanas; y la lengua, a la cual se había llegado mediante la comparación, era la lengua madre o protolengua.
La filología comparada fue el tipo de actividad principal llevada a cabo por la escuela de los neogramáticos del siglo XIX.